# Анелия Гоцева
Анелия Лазарова Гоцева-Христова е българска вирусоложка, с професионален опит в областта на здравеопазването, академичното образование, инфекциозните болести и вирусологията. Участвала е в научни конгреси и конференции, има над 20 публикации в български и международни специализирани научни списания. От 2004 г. е специалист по инфекциозни болести. До септември 2012 г. е главен асистент към Катедрата по инфекциозни болести, паразитология и тропическа медицина. Работи като лекар в СБАЛИПБ „Проф.Ив. Киров“ ЕАД – София. От декември 2015 г. е началник на лаборатория „Вирусология“ в МБАЛ „Уни Хоспитал“ в Панагюрище, а от януари 2017 г. е асистент в катедра Военна епидемиология и хигиена към ВМА, МБАЛ-София.

## Биография
През 1995 г. завършва Медицински университет – София. В периода 1996 – 2000 г. работи като лекар–ординатор в Благоевград. От 2000 до 2012 г. е асистент, старши асистент и главен асистент по инфекциозни болести към МУ–София. Дългогодишен преподавател по инфекциозни болести на студенти по медицина и дентална медицина от МУ–София и на студенти от Медицински колеж – София. В периода 2011 – 2012 г. е републикански консултант по инфекциозни болести. В периода 2000 – 2008 г. работи в Клиника по инфекциозни, паразитни и тропически болести към УМБАЛ „Свети Иван Рилски“. В периода 2008 – 2015 г. е част от екипа на СБАЛИПБ „Проф. Иван Киров“, инфекциозна болница в София, в „Отделение за лечение на вирусни хепатити и чревни инфекции“. В периода от 1 юни 2012 до 1 март 2015 г. специализира вирусология във Военномедицинската академия, Вирусологична лаборатория. 
През 2020 г. придобива образователна и научна степен „доктор“ във ВМА по научната специалност „Вирусология“ с дисертационен труд на тема „Разпространение на HBV, HCV и коинфекции сред таргетни групи“.